# Eutiquio de Alejandría
Eutiquio de Alejandría (en árabe: سعيد بن البطريق Sa'id ibn Batrik; El Cairo, 10 de septiembre de 877-Alejandría, 12 de mayo de 940) fue un médico, teólogo e historiador egipcio. Fue Patriarca melquita de Alejandría. Es venerado como santo por las Iglesias greco-católica melquita y católica, y su fiesta litúrgica se celebra el 26 de marzo.